# SNK Corporation
SNK Corporation (biết đến ngắn gọn là SNK) là một công ty phần cứng và phần mềm trò chơi điện tử của Nhật Bản. SNK là viết tắt của Shin Nihon Kikaku (新日本企画?, lit. "Dự án Nhật Bản mới"), là tên ban đầu của công ty. Cái tên SNK bắt đầu được sử dụng từ năm 1986.
SNK nổi tiếng với những trò chơi trong nhóm Neo Geo, bao gồm nhiều trò chơi console và arcade vào những năm 90. Hệ máy cầm tay nổi tiếng và phổ biến nhất của công ty là Neo Geo Pocket Color.

## Lịch sử
Công ty SNK ban đầu được thành lập vào tháng 7 năm 1978 tại Osaka, Nhật Bản, bởi Eikichi Kawasaki. Nhận thấy sự đóng cửa của công ty này, Eikichi Kawasaki đã thành lập công ty Playmore vào tháng 8 năm 2001 và trở thành SNK Playmore vào năm 2003.
Năm 1990, hệ máy Neo Geo được hình thành, đánh dấu thời kỳ vàng son của công ty. Hệ máy này đã kéo theo sự phát triển của một số trò chơi như Sengoku, The King of Fighters, The Last Blade, Super Sidekicks, Art of Fighting, Metal Slug, Burning Fight, Samurai Shodown và Fatal Fury.
Vào ngày 25 tháng 4 nǎm 2016, SNK chính thức bỏ tên "Playmore" khỏi logo của công ty và đưa ra khấu hiệu "The Future Is Now", như một phưtơng tiện đễ biễu thị "sự trở lại của lịch sử chơi game phong phú của SNK".

## Các công ty con
- SNK H.K. Co., Ltd.
- SNK USA Corporation
- Neo Geo do Brasil